# 다르타냥
다르타냥(d'Artagnan)이라는 이름으로 유명한 샤를 드 바츠 드 카스텔모르(Charles de Batz de Castelmore)는 1611년에서 1615년 사이 가스코뉴 뤼피아크 근교 카스텔모르 성(현 제르스 데파르트망)에서 태어나 1673년 6월 25일 마스트리흐트 공방전 도중 마스트리흐트 또는 물링언에서 사망한 프랑스의 군인이다.
알렉상드르 뒤마의 다르타냥 로망스의 주인공으로, 오늘날에는 이 소설 내용 및 그 각색물들이 실존인물 다르타냥 백작보다 더 유명해져 있다.

## 생애 전반

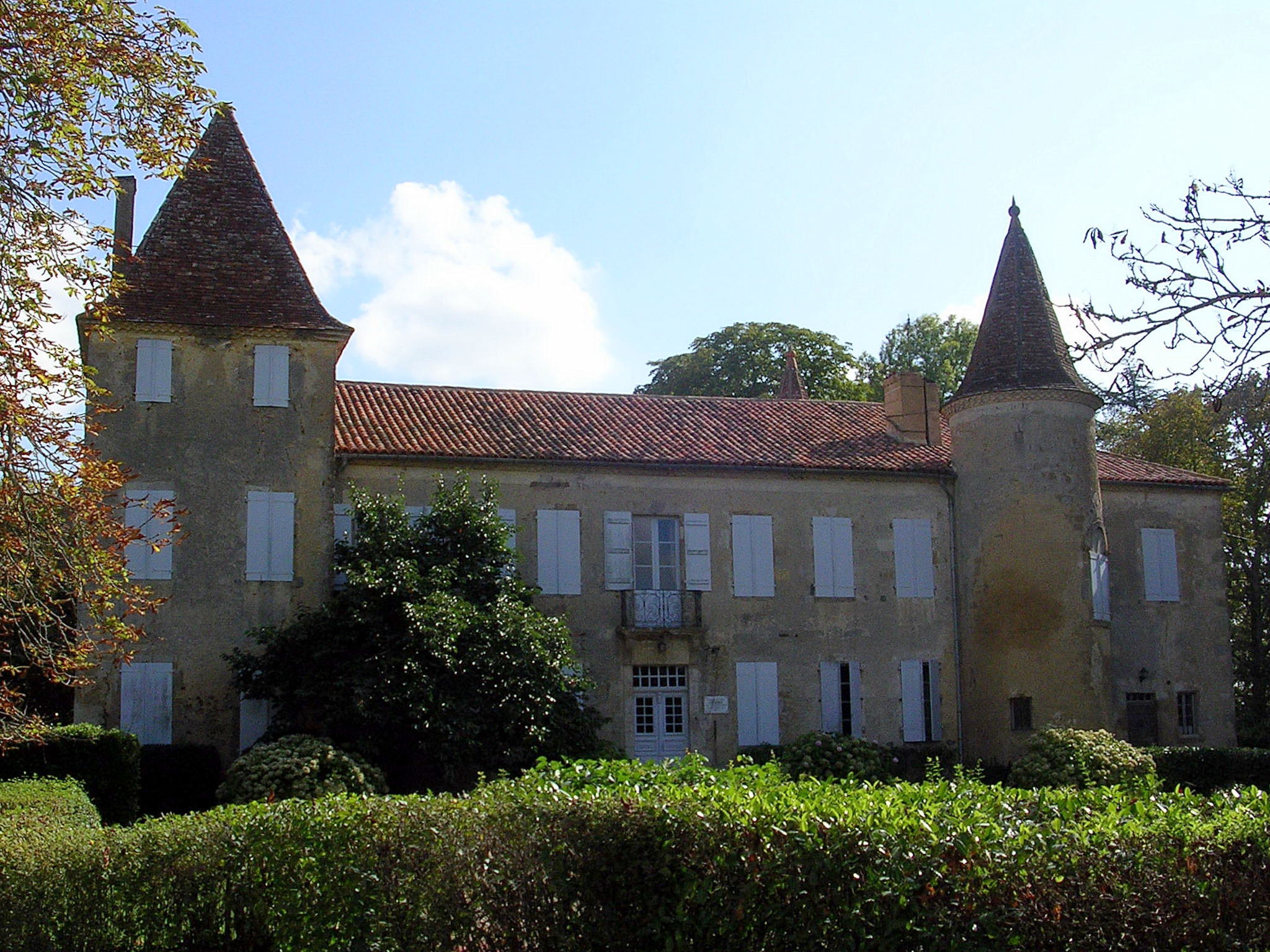
샤토 드 카스텔모

프랑스 남서부 뤼파크 근교에서 베르트랑 드 바츠(Bertrand de Batz)의 아들로 태어났다. 샤를의 조부이자 베르트랑의 부친인 아르노 드 바츠(Arnaud de Batz)는 상인에서 귀족으로 신분이 상승한 신흥귀족으로, 아르노의 대에 카스텔모에 성을 한 채 구입했다. 샤를 드 바츠는 1630년대에 파리로 상경했고 이때부터 모친의 가문인 몽테스키우 가를 성씨로 이용하며 "프랑수아 드 몽테스키우 다르타냥"이라는 이름을 칭하고 다녔다. 다르타냥은 1632년 총사대에 들어갔는데, 외삼촌 앙리 드 몽테스키우 다르타냥 백작(프랑스 원수 피에르 드 몽테스키외 다르타냥 백작의 아버지) 또는 외삼촌의 친구인 장아르망 뒤 페리에 드 트루아비유 백작의 연줄을 이용한 것으로 보인다. 다르타냥은 1630년대에 친위연대에 들어갔다. 친위연대는 1640년대 초 30년 전쟁에 종군하며 아라스 공방전, 에르쉬르라리스 공방전, 라베세 공방전, 바푸메 공방전 등에 참전했는데 다르타냥이 이 전투들에 참여했는지 여부는 불확실하지만 정황상 모든 전투는 아니더라도 하나 이상에는 참여했을 것이다. 총사대에 복무하면서 다르타냥은 쥘 마자랭 추기경의 비호를 받고자 했고, 마자랭 추기경은 1643년 수석국무장관이 되었다. 1646년 총사대가 해산되었고 다르타냥은 후원자 마자랭 밑에 붙어 있었다.

## 생애 후반
다르타냥은 제1차 프롱드의 난 이후 마자랭 추기경의 첩자 노릇을 했다. 다르타냥이 이 시기에 보여준 충성스러운 처신에 루이 14세는 그를 믿고 여러 비밀 임무를 맡겼다. 1651년 마자랭이 귀족들의 반발로 망명하자 마자랭을 따라가기도 했다. 1652년 다르타냥은 친위연대 소속 중위가 되었고 1654년 스트네이 전투, 랑크레시 공방전, 생기슬랑 공방전에 종군한 뒤 1655년 대위가 되었다. 1658년 새로 창설된 근왕총사대의 소위로 배속되었는데, 계급은 낮아 보이지만 총사대가 친위연대보다 격이 높았기에 사실 승진이었다.
다르타냥은 니콜라 푸케 드 벨릴 후작를 체포하면서 유명해졌다. 푸케 후작은 마자랭 추기경의 신임을 얻어 루이 14세의 재무관이 된 인물이었다. 푸케는 장엄한 건축물을 좋아하여 많은 건축가들과 예술가들을 고용해 보르비콩트에 성을 지었고 성의 완공을 축하하기 위해 손님들마다 말을 한 필씩 주는 사치스러운 연회를 열었다. 그러나 왕은 푸케가 국고를 횡령하지 않고서야 이렇게 큰 사치를 부릴 수가 없을 것이라 생각했고 연회 3주 뒤 다르타냥이 푸케를 체포했다. 푸케가 뇌물을 써서 빠져나가는 것을 막기 위해 푸케가 종신형을 확정받을 때까지 4년간 그를 밀착 감시하는 임무가 다르타냥에게 주어졌다.
1667년 다르타냥은 총사대 상위로 승진했다. 총사대장인 대위는 왕이 겸임했기에 상위인 다르타냥이 사실상 총사대장이었다. 또한 다르타냥은 1667년 프랑스가 전투를 치르고 승리했던 릴의 지사로도 임명되었다. 하지만 다르타냥은 지사로서 인기가 없었고 군무로 복귀했다. 이후 루이 14세와 네덜란드 공화국 사이에 불란전쟁이 일어나자 종군했고, 마스트리흐트 공방전에서 목에 머스킷 탄환을 맞고 죽었다. 프랑스 역사가 Odile Bordaz는 다르타냥이 네덜란드 볼데르의 베드로바울 교회에 묻혔다고 생각한다.